# کوتاکدنیا
کوتاکدنیا (به لاتین: Kotakedeniya) یک منطقهٔ مسکونی در سری‌لانکا است که در استان مرکزی (سری‌لانکا) واقع شده‌است.